# Retourne-toi
Pour plus de détails, voir Fiche technique et Distribution.

Retourne-toi est un film suisse réalisé par Marc Décosterd, sorti en Suisse en 2009.

## Synopsis
Barbara et Adrien sont un couple heureux. Mais à la suite d'un accident de travail, Adrien devient paraplégique et son comportement change. Il se ferme sur lui-même et se coupe de sa femme. Afin de redonner un coup de fouet à leur union, Barbara organise un séjour en amoureux dans un chalet, une petite bâtisse perdue entre montagne et forêt. Mais c'était sans compter sur une bande de dangereux braconniers qui va bouleverser leurs projets et leurs vies à tout jamais.

## Fiche technique
- Titre original : Retourne-toi
- Titre allemand : Rückblick
- Réalisation : Marc Décosterd
- Scénario : Marc Décosterd
- Photographie : Marc Décosterd
- Montage : Marc Décosterd
- Musique originale : Jérôme Giller et Marc Décosterd
- Maquillages : Séverine Irondelle
- Chargée de production : Catherine Cuany
- Adaptation allemande : Sonja Décosterd
- Sociétés de production : Wake Up! Films en association avec Cie Hypolaïs
- Pays de production :  Suisse
- Langue : Français
- Genre : Film dramatique, Thriller
- Durée : 80 minutes
- Dates de sortie :
  - Suisse : 14 octobre 2009
  - Suisse (DVD) : 4 mars 2015
  - France, Belgique et Luxembourg (DVD) : 28 avril 2015
  - Suisse (VOD) : 1er janvier 2022[1]

## Distribution
- Virginie Meisterhans : Barbara
- Renaud Berger : Adrien
- Jérôme Giller : Lucas
- François Florey : le policier
- Marc Décosterd : le chasseur
- Mario-Charles Pertusio : le chasseur II
- Murielle Tenger : la jeune fille

## Réception
Dans le quotidien de La Côte on pouvait notamment lire: « Dans Retourne-toi, le thème du pardon fait irruption et allège l’univers propre à Marc Décosterd. »
Sur Critiscope on pouvait lire : « Une belle photographie, de l'épaisseur dans les personnages et des moyens dérisoires(...), on ne peut qu'applaudir devant un tel résultat. »

## À noter
- Le film a été tourné avec un budget modeste puisqu'il a coûté moins de 40 000 francs suisses.
- Le film a été tourné en décors naturels, au Creux du Van, dans le canton de Neuchâtel, à Saint-Cergue, Nyon et Bursins dans le canton de Vaud, en Suisse.
- Le film fut notamment sélectionné, hors compétition, au Lausanne Underground Film and Music Festival ou LUFF en octobre 2009.
- Pour la sortie DVD de Retourne-toi en 2015, le montage du film a été retouché, ainsi que l'étalonnage et le mixage son. Le film est également sous-titré en allemand.